# نظرية التحديث
نظرية التحديث تنص على أنه يمكن تحقيق التنمية من خلال اتباع عمليات التنمية التي تم استخدامها من قبل الدول المتقدمة حاليا. وتُستخدم نظرية التحديث لشرح عملية التحديث داخل المجتمعات. يشير التحديث إلى نموذجٍ يتيح الانتقال التدريجي من مجتمع ‹‹ما قبل الحداثة›› أو المجتمع ‹‹التقليدي›› إلى مجتمعٍ ‹‹حديث››. نشأت نظرية التحديث من أفكار عالم الاجتماع الألماني ماكس فيبر (1864-1920)، والتي هيّأت الأساس لنموذج التحديث الذي طوّره عالم الاجتماع بجامعة هارفارد تالكوت بارسونز (1902- 1979). تبحث النظرية في العوامل الداخلية لبلدٍ ما مع افتراض أنه بمساعدة الدول ‹‹التقليدية›› يمكن تطوير تلك الدول بنفس الطريقة التي تطوّرت بها البلدان النامية. كانت نظرية التحديث نموذجًا سائدًا في العلوم الاجتماعية في خمسينيات وستينيات القرن العشرين، ثم خفتَت شهرتها. عادت إلى الواجهة من جديد بعد عام 1991 لكنها لا تزال نموذجًا مثيرًا للجدل.

## نظرة عامة
تحاول نظرية التحديث تحديد المتغيرات الاجتماعية التي تُسهم في التقدم الاجتماعي وتطوّر المجتمعات وتسعى إلى شرح عملية التطور الاجتماعي. تخضع نظرية التحديث للنقد الذي ينشأ بين أيديولوجيات الاشتراكية والسوق الحرّة، ومنظري المنظومات العالمية، ومنظري العولمة، ومنظري التبعية وغيرهم. لا تشدّد نظرية التحديث على عملية التغيير وحسب، بل على ردود الفعل إزاء هذا التغيير أيضًا. وتتناول أيضًا الديناميات الداخلية مع الإشارة إلى الهياكل الاجتماعية والثقافية والتكيّف مع التقنيات الجديدة. تؤكد نظرية التحديث على أن المجتمعات التقليدية سوف تتطوّر مع تبنيها لممارساتٍ أكثر حداثة. يزعم أنصار نظرية التحديث أن الدول الحديثة أكثر ثراءً وأكثر قوّة وأن مواطنيها يتمتّعون بقدرٍ أكبر من الحرية لينعموا بمستوىً معيشي أفضل. إن التطورات كتكنولوجيا البيانات الجديدة والحاجة إلى تحديث الوسائل التقليدية في النقل والاتصالات والإنتاج، كما يُجادَل، تجعل التحديث ضروريًا أو على الأقل أفضل من الوضع الراهن. يجعل هذا الرأي من النقد أمرًا صعبًا لأنه يعني أن مثل هذه التطورات تتحكم في حدود التفاعل الإنساني، وليس العكس. لكنه، وعلى نحوٍ متناقض، يعني أيضًا أن التدخلات البشرية تتحكم في سرعة وشدّة التحديث. من المفترض أن تصل المجتمعات التي تمرّ بعملية التحديث عادةً إلى أشكالٍ من الحكم تمليها المبادئ المجرّدة، بدلاً من سيطرة التقاليد على المجتمعات. وفقًا للنظرية، عادةً ما تصبح المعتقدات الدينية التقليدية والسمات الثقافية أقل أهمية حالما يترسّخ التحديث.
ربط المؤرخون التحديث بعمليات التحضّر والتحوّل الصناعي وانتشار التعليم. كما يلاحظ كيندال (2007): ‹‹يرافق التحضّر التحديث وعملية التحوّل الصناعي السريع››. في النظرية النقدية الاجتماعية، يرتبط التحديث بعملية شاملة من العقلانية. عندما يزداد التحديث داخل المجتمع، يصبح الفرد ذا أهمية مُتعاظمة، ويحلّ في النهاية محلّ الأسرة أو المجتمع كوحدة أساسية في المجتمع.

## أصولها
قدّمت النظريات الاجتماعية في أواخر القرن التاسع عشر، كالداروينية الاجتماعية، أساسًا لطرح الأسئلة عن قوانين تطور المجتمع البشري. نشأت نظرية التحديث الحالية من أفكار عالم الاجتماع الألماني ماكس فيبر (1864-1920) فيما يتعلق بدور العقلانية واللاعقلانية في الانتقال من المجتمع التقليدي إلى الحديث. وفّر منهج فيبر الأساس لنموذج التحديث كما نشره عالم الاجتماع بجامعة هارفارد تالكوت بارسونز (1902-1979)، الذي ترجم أعمال فيبر إلى الإنجليزية في ثلاثينيات القرن العشرين وأدلى بشرحه الخاص.
بعد عام 1945، أصبحت النسخة البارسونية تُستخدم على نطاقٍ واسع في علم الاجتماع والعلوم الاجتماعية الأخرى. وبحلول أواخر ستينيات القرن العشرين، تطوّرت المعارضة لأن النظرية كانت عامة جدًا ولم تناسب جميع المجتمعات بذات الطريقة.

## العولمة والتحديث
يمكن تعريف العولمة بأنها تكامل الثقافات الاقتصادية والسياسية والاجتماعية. يقال إن العولمة مرتبطة بانتشار التحديث عبر الحدود.
نمت التجارة العالمية نموًّا مستمرًا منذ الاكتشافات الأوروبية لقارات جديدة في مستهل العصر الحديث؛ وزاد نموّها نتيجةً للثورة الصناعية على وجه الخصوص وللاعتماد على حاويات الشحن في منتصف القرن العشرين.
ارتفع عدد السيّاح الوافدين عبر الحدود سنويًا إلى 456 مليون بحلول عام 1990 وتضاعف العدد ثلاث مرات تقريبًا، ووصل إجمالي عدد السياح إلى 1.2 مليار في عام 2016. وتُعد الاتصالات مجالًا رئيسيًا آخر نما بفضل التحديث. مكّنت صناعات الاتصالات الرأسمالية من الانتشار في جميع أنحاء العالم. لعبت الاتصالات الهاتفية والبرامج التلفزيونية والخدمات الإخبارية ومزوّدو الخدمات عبر الإنترنت دوراً حاسماً في العولمة. كان الرئيس الأمريكي السابق ليندون جونسون مؤيدًا لنظرية التحديث وكان يعتقد أنه لدى التلفاز القدرة على توفير الأدوات التعليمية في مجال التنمية.
بالإضافة إلى السمات الإيجابية الواضحة للعولمة، هناك أيضًا عواقب سلبية. غالبًا ما ينتج عن النموذج السائد والليبرالي الجديد للعولمة تزايد التباينات بين مجتمع الأغنياء وفقرائه. توجد في المدن الكبرى للدول النامية مناطق توجد فيها تقنيات العالم الحديث وأجهزة الحواسيب والهواتف المحمولة والتلفزيونات الفضائية إلى جانب الفقر المدقع. أنصار العولمة هم منظّرو تحديث العولمة ويجادلون بأن العولمة تنعكس إيجابًا على الجميع، حيث يجب أن تمتد فوائدها في النهاية لتشمل جميع أفراد المجتمع، بما في ذلك الفئات المُستضعفة كالنساء والأطفال.

## التحوّل إلى الديمقراطية والتحديث
تعد العلاقة بين التحديث والديمقراطية واحدة من أكثر الدراسات بحثًا في السياسة المقارنة. هناك جدل أكاديمي حول الدوافع الديمقراطية لأن هناك نظريات تدعم النمو الاقتصادي كسبب وتأثير للمؤسسة الديمقراطية. ‹‹إن ملاحظة ليبسيت بأن الديمقراطية مرتبطة بالتنمية الاقتصادية، والتي طُرِحت لأول مرة في عام 1959، ولّدت أكبر مجموعة من الأبحاث حول أي موضوع في السياسة المقارنة››.
يجادل لاري دياموند وخوان لينز، اللذان عمِلا مع ليبسيت في كتاب ‹‹الديمقراطية في البلدان النامية: أمريكا اللاتينية››، بأن الأداء الاقتصادي يؤثّر على تطوّر الديمقراطية بثلاث طرق على الأقل. أولاً، يجادلون بأن النمو الاقتصادي أكثر أهمية للديمقراطية من مستويات معيّنة من التنمية الاجتماعية الاقتصادية. ثانيًا، التنمية الاجتماعية الاقتصادية تولّد تغييرات اجتماعية يمكن أن تسهّل عملية الانتقال إلى نظامٍ ديمقراطي. ثالثًا، تُشجّع التنمية الاجتماعية الاقتصادية التغييرات الأخرى، كتنظيم الطبقة الوسطى، الذي يفضي إلى الديمقراطية.
كما قال سيمور مارتن ليبسيت: ‹‹جميع الجوانب المختلفة للتنمية الاقتصادية (التحوّل الصناعي، والتحضّر، والثروة والتعليم) مترابطة ترابطًا وثيقًا بحيث تشكّل عاملًا رئيسيًا يتمتع بالارتباط السياسي للديمقراطية››. تظهر الحجّة أيضًا في عمل والت ويتمان روستو ‹‹السياسة ومراحل النمو›› (1971)؛ وعمل أبرامو فيمو كينيث أورغانسكي ‹‹مراحل التطوّر السياسي›› (1965)؛ وعمل ديفيد أبتر ‹‹سياسة التحديث›› (1965). في ستينيات القرن العشرين، جادل بعض النقاد بأن الارتباط بين التحديث والديمقراطية كان يستند إلى حدٍ كبير إلى مثال التاريخ الأوروبي ويهمل تاريخ العالم الثالث. وقد استُشهِد بالمظاهرات الأخيرة لإحلال الديمقراطية في كوريا الجنوبية وتايوان وجنوب أفريقيا كدعم لأطروحة ليبسيت.
كانت دائمًا إحدى المشكلات التاريخية المرتبطة بهذه الحجة هي ألمانيا التي جاء تحديثها الاقتصادي في القرن التاسع عشر قبل فترة طويلة من تطبيق الديمقراطية بعد عام 1918. ومع ذلك، يخلص بيرمان إلى أن عملية التحوّل الديمقراطي كانت جارية في ألمانيا الإمبراطورية، لأنه ‹‹خلال هذه السنوات طوّر الألمان العديد من العادات والأعراف التي يعتقد العلماء السياسيون الآن أنها تُبشر بتطورٍ سياسي صحي››.
يزعم رونالد إنغلهارت وكريستيان فيلزيل أن تحقيق الديمقراطية لا يعتمد فقط على الرغبة المعلنة لأحد أشكال الحكم، ولكن الديمقراطيات تنشأ نتيجة لاختلاط بعض العوامل الاجتماعية والثقافية. ويجادلان بأن الظروف الاجتماعية والثقافية المثالية لتأسيس الديمقراطية تنشأ من خلال التحديث والتطوير الاقتصادي الكبير الذي يؤدي إلى مشاركة سياسية جماعية.
يستكشف بيرينبوم العلاقات بين الديمقراطية وسيادة القانون وعلاقتهما بالثروة من خلال الإشارة إلى أمثلة من البلدان الآسيوية، كتايوان وكوريا الجنوبية، اللتين لم تنجحا في تحقيق الديمقراطية إلا بعد أن وصل النمو الاقتصادي إلى مستويات مرتفعة نسبيًا، ومن خلال الإشارة إلى أمثلة لدول أخرى مثل الفلبين وبنغلاديش وكمبوديا وتايلاند وإندونيسيا والهند، التي سعت إلى تحقيق الديمقراطية وهي تتمتع بمستوياتٍ أقل من الثروة ولكنها لم تحقق ذلك أيضًا.
لقد طعن آدم برزيورسكي وآخرون بحجة ليبسيت. يقولون إن الأنظمة السياسية لا تنتقل إلى الديمقراطية مع ارتفاع دخل الفرد. وبدلاً من ذلك، تحدث التحوّلات الديمقراطية عشوائيًا، ولكن بمجرد حدوثها، تظل البلدان ذات المستويات الأعلى من الناتج المحلي الإجمالي للفرد بلدانًا ديمقراطية. أعاد إبستاين وآخرون (2006) اختبار فرضية التحديث باستخدام بيانات جديدة وتقنيات جديدة وتصنيفٍ ثلاثي -بدلًا من ثنائي- للأنظمة. على عكس دراسة آدم برزيفورسكي، تجد هذه الدراسة أن فرضية التحديث تصمد بثبات. تظهر الديمقراطيات الجزئية كأحد أنواع النظام الأكثر أهمية والأقل وضوحًا.
تثير فكرة أن التحديث ينطوي على المزيد من حقوق الإنسان جدلاً كبيرًا، إذ أصبحت الصين في القرن الحادي والعشرين اختبارًا رئيسيًا.